# VfL 07 Lennep
Der VfL 07 Lennep (offiziell: Verein für Leibesübungen 07 Lennep e.V.) ist ein Sportverein aus dem Remscheider Stadtteil Lennep. Die erste Handballmannschaft der Frauen nahm einmal an der deutschen Meisterschaft teil.

## Geschichte
Der Verein wurde am 18. August 1907 als Lenneper Fußball-Club 1907 gegründet. In den Jahren 1925 und 1926 schlossen sich die Vereine SSV Krebsöge bzw. Damen-Schwimmverein 1911 dem Lenneper FC an. Am 20. Juli 1929 fusionierte dieser mit Hellas Lennep und dem VfL Preußen Lennep zum VfL 07 Lennep. 1946 schlossen sich die Mitglieder des ehemaligen Arbeitersportvereins dem VfL 07 an, der am 23. November 1973 mit Schwarz-Weiß Lennep zum 1. FC Lennep 07/31 fusionierte. Im Jahre 1991 nahm dieser wieder den Namen VfL 07 Lennep an.

### Handball
Die Handballerinnen des VfL 07 Lennep wurden im Jahre 1935 Meister des Gaus Niederrhein und erreichten damit die Endrunde um die deutsche Meisterschaft im Feldhandball. Dort schied die Mannschaft bereits im Achtelfinale nach einer 2:7-Niederlage gegen den Kölner BC 01 aus.

### Leichtathletik
Elfriede Wever nahm im Jahre 1928 an den Olympischen Sommerspielen in Antwerpen teil. Im 800-Meter-Lauf belegte sie im Finallauf den neunten Platz.

### Fußball
Die Fußballer des VfL 07 Lennep stiegen im Jahre 1934 in die seinerzeit zweitklassige Bezirksklasse auf. Ab 1946 spielte der Verein erneut in der Bezirksklasse, aus der die Mannschaft 1952 abstieg. Es folgte der direkte Wiederaufstieg, ehe die Mannschaft 1954 erneut in die Kreisklasse runter musste. Erneut gelang der direkte Wiederaufstieg, bevor die Mannschaft 1963 wieder absteigen musste. Es folgte eine sportliche Talfahrt, die den Verein im Jahre 2005 in die Kreisliga C brachte. In der Saison 2016/17 spielt die erste Mannschaft in der Kreisliga A.
Im Jahre 1989 gründete der Verein eine Frauenmannschaft. Diese schaffte im Jahre 1995 den Aufstieg in die Landesliga und vier Jahre später den Sprung in die Verbandsliga Niederrhein. Während der Saison 2000/01 wurde die Mannschaft aus dem laufenden Spielbetrieb zurückgezogen. Heimspielstätte ist der Ascheplatz am Röntgen-Stadion.